# Ed Begley junior

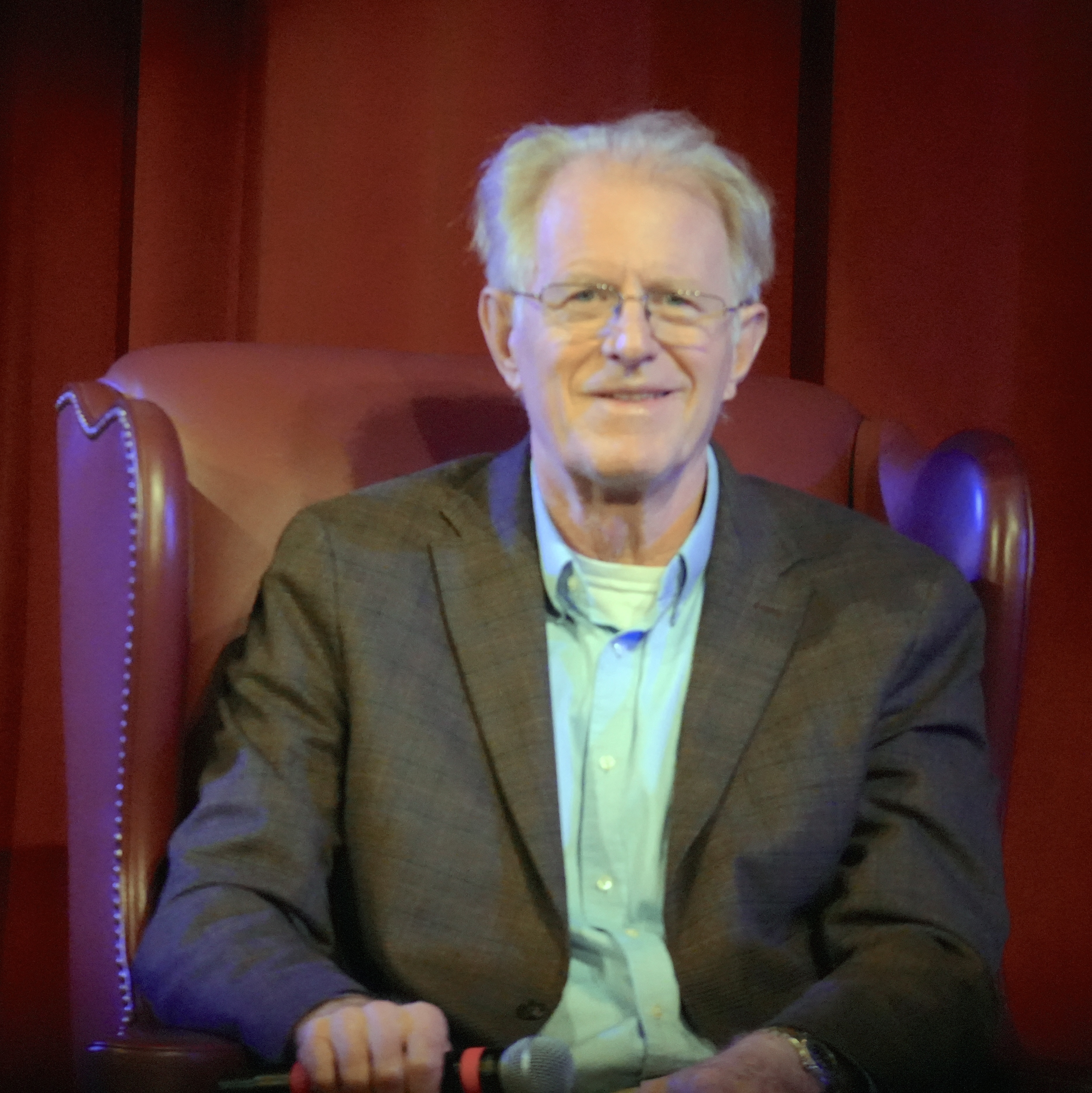
Ed Begley (2025)

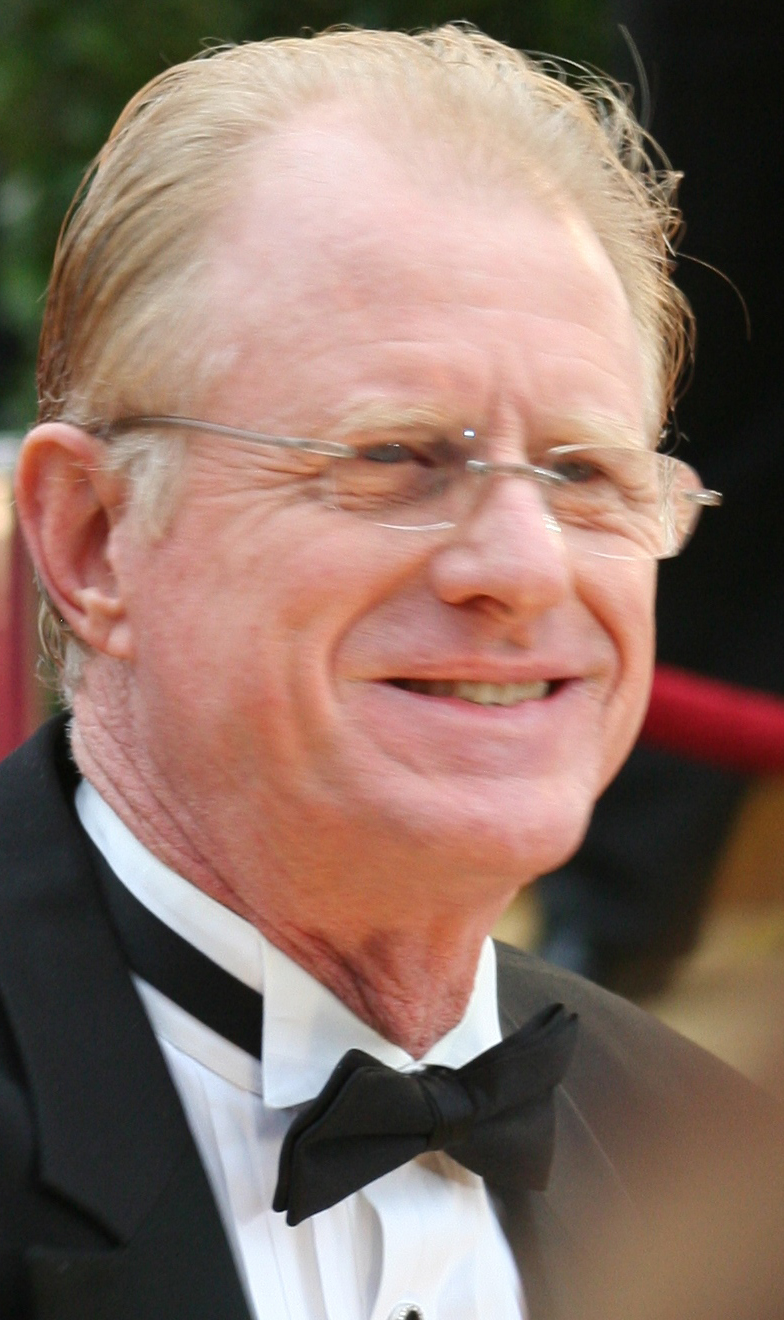
Ed Begley bei der 81. Oscarverleihung 2009

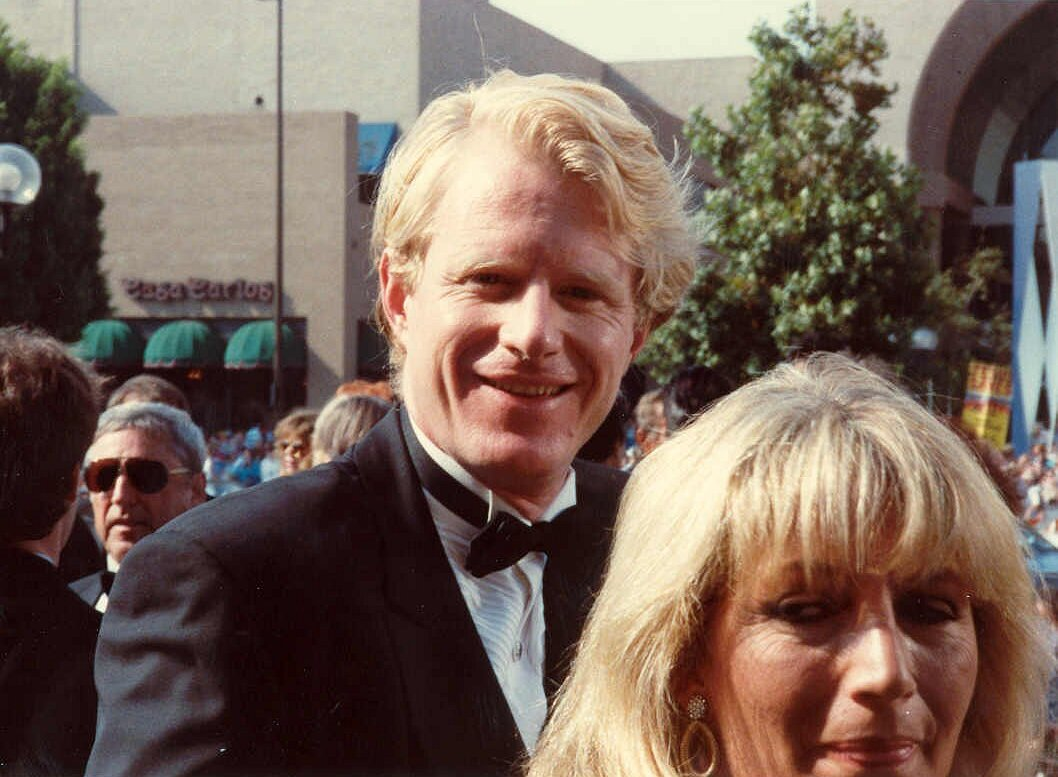
Ed Begley mit Penny Marshall bei den Emmy Awards 1988

Edward James „Ed“ Begley jr. (* 16. September 1949 in Los Angeles, Kalifornien) ist ein US-amerikanischer Schauspieler.

## Leben
Edward James Begley jr. wurde als unehelicher Sohn des oscarprämierten Schauspielers Ed Begley (1901–1970) in Los Angeles geboren. Dieser war damals noch mit seiner Frau Amanda Huff verheiratet. Allerdings wuchs sein Sohn in Buffalo im Bundesstaat New York auf und besuchte die „Stella Niagara Education Park Cadet School“ in Lewiston. Nachdem die Familie 1962 wieder nach Los Angeles gezogen war, besuchte er die „Notre Dame High School“ in Sherman Oaks und studierte am „Los Angeles Valley College“ in North Hollywood.
Seine ersten Film- und Fernsehrollen übernahm Begley junior in den späten 1960er-Jahren. Er musste sich in den ersten Jahren oftmals mit kleineren Rollen begnügen und versuchte sich während dieser Zeit auch als Stand-Up-Comedian und Kameramann. Einem breiten Publikum wurde er in den 1980er-Jahren durch seine Rolle als „Dr. Victor Ehrlich“ in der Fernsehserie Chefarzt Dr. Westphall (St. Elsewhere) bekannt. Für diese Darstellung war Begley fünfmal hintereinander für einen Emmy Award sowie 1986 für einen Golden Globe Award nominiert. Er wirkte in zahlreichen bekannten Fernsehserien wie Columbo, Star Trek: Raumschiff Voyager, Lass es, Larry!, Scrubs – Die Anfänger, Das Büro, Modern Family, Better Call Saul und Young Sheldon mit.
Insgesamt trat Begley Jr. bereits in über 300 Hollywood-Produktionen auf, wobei er ein breites Spektrum an Figuren von Helden bis Schurken abdeckte. Eine seiner bekanntesten Film-Hauptrollen hatte er 1989 in der Komödie Die Teufelin an der Seite von Meryl Streep und Roseanne Barr. Ansonsten pendelte er oftmals zwischen großen Rollen in B-Filmen und Nebenrollen in Großproduktionen. Mehrfach war er in den Mockumentarys seiner Kollegen Christopher Guest und Eugene Levy zu sehen.
Seine deutsche Stimme stammte bis zu seinem Ruhestand in der Regel von Bodo Wolf, bevor er in der letzten Staffel der Serie Better Call Saul durch Lutz Mackensy abgelöst wurde, welcher Begley Jr. bereits 1994 synchronisierte. Andere frühere Sprecher waren Stefan Staudinger, Frank-Otto Schenk und Lutz Riedel.

### Persönliches
Am 18. Juni 2011 schilderte Begley in der Fernsehsendung Celebrity Close Calls, dass er 1972 beinahe ermordet worden wäre, als während eines Überfalls durch eine Straßengang mehrfach auf ihn eingestochen wurde. Die Angreifer waren Jugendliche, die später von der Polizei aufgegriffen wurden.
Begley war vom 31. Oktober 1976 bis Oktober 1989 mit der Produktionsassistentin Ingrid Taylor verheiratet, mit der er zwei Kinder hat, Amanda (* 1977) und Nicholas Taylor (* 1979). Am 23. August 2000 heiratete er die Schauspielerin Rachelle Carson, mit der er eine Tochter hat.
Begley betätigt sich bereits seit Jahrzehnten als Umweltaktivist. Mit seiner Frau war er zwischen 2007 und 2010 in der Reality-Show Living with Ed zu sehen, in der er sein Streben nach einem umweltverträglichen Lebensstil und einer möglichst geringen CO2-Bilanz dokumentierte.

## Filmografie (Auswahl)
- 1967: Meine drei Söhne (My Three Sons; Fernsehserie, Folge 8x12)
- 1969: Superhirn in Tennisschuhen (The Computer Wore Tennis Shoes)
- 1970: Wie kommt ein so reizendes Mädchen zu diesem Gewerbe?
- 1972: Evil Roy Slade
- 1972: Es kracht – es zischt – zu seh’n ist nischt (Now You See Him, Now You Don’t)
- 1972: Wo tut’s weh? (Where Does It Hurt?)
- 1972: Start ins Ungewisse (Family Flight)
- 1973: Roll Out (Fernsehserie)
- 1973: Charley und der Engel (Charley and the Angel)
- 1973: Die Geier warten schon (Showdown)
- 1973: Superdad – Papa ist der Größte (Superdad)
- 1974: Cockfighter
- 1976: Mr. Universum (Stay Hungry)
- 1977: Lust of a Eunuch
- 1977: Mit der Nacht kommt der Tod (Dead of Night)
- 1977: Mixed Nuts
- 1977: Flotte Sprüche auf Kanal 9 (Handle with Care)
- 1977–1978, 1981: Quincy (Quincy, M. E., Fernsehserie, 3 Folgen)
- 1978: Das charmante Großmaul (The One and Only)
- 1978: Blue Collar
- 1978: Record City
- 1978: Columbo: Mord per Telefon (How to Dial a Murder, Fernsehfilm)
- 1978: Der Galgenstrick (Goin’ South)
- 1978–1979: Kampfstern Galactica (Battlestar Galactica, Fernsehserie, 5 Folgen)
- 1979: Amateur Night at the Dixie Bar and Grill (Fernsehfilm)
- 1979: Elvis – The King (Elvis, Fernsehfilm)
- 1979: Drei Engel für Charlie (Charlie’s Angels, Folge 4x09)
- 1979: Hardcore – Ein Vater sieht rot (Hardcore)
- 1979: Hot Road (Fernsehfilm)
- 1979: Zwei in Teufels Küche (The In-Laws)
- 1979: Airport ’80 – Die Concorde (The Concorde … Airport '79)
- 1979: M*A*S*H (Fernsehserie, Folge 8x01)
- 1979: A Shining Season
- 1981: Private Lessons
- 1981: Buddy Buddy
- 1982: Voyager from the Unknown
- 1982: Tales of the Apple Dumpling Gang
- 1982: Rascals and Robbers: The Secret Adventures of Tom Sawyer and Huck Finn
- 1982: Eating Raoul (Eating Raoul)
- 1982: Küß’ mich, Doc! (Young Doctors in Love)
- 1982: Katzenmenschen (Cat People)
- 1982: Auf einmal ist es Liebe (Not Just Another Affair)
- 1982: Ein Offizier und Gentleman (An Officer and a Gentleman)
- 1982: Die Zeitreise (Voyage From The Unkown), Pilotfilm
- 1982–1988: Chefarzt Dr. Westphall (St. Elsewhere, Fernsehserie, 127 Folgen)
- 1983: Still the Beaver
- 1983: Get Crazy
- 1983: An Uncommon Love
- 1984: This Is Spinal Tap
- 1984: Love Boat (The Love Boat, Fernsehserie, Folge 7x23)
- 1984: Straßen in Flammen (Streets of Fire)
- 1984: Protocol – Alles tanzt nach meiner Pfeife (Protocol)
- 1985: Waiting to Act
- 1986: Transylvania 6-5000
- 1986: Headin’ Home for the Holidays
- 1987: The Incredible Ida Early
- 1987: Ein Hoch auf die Familie (Celebration Family)
- 1987: Amazonen auf dem Mond oder Warum die Amis den Kanal voll haben (Amazon Women on the Moon)
- 1987: Roman Holiday
- 1988: Der Observator (Spies, Lies & Naked Thighs)
- 1988: The Absent-Minded Professor
- 1988: Die Reisen des Mr. Leary (The Accidental Tourist)
- 1989: Luxus, Sex und Lotterleben (Scenes from the Class Struggle in Beverly Hills)
- 1989: Die Teufelin (She-Devil)
- 1990: Es ist nicht alles Gold, was glänzt (Not a Penny More, Not a Penny Less)
- 1990: Ohne Zeugen (In the Best Interest of the Child)
- 1990: Das Große Erdbeben in L.A. (The Big One: The Great Los Angeles Earthquake)
- 1990: Applejuice (Meet the Applegates)
- 1991: Der Unwiderstehliche (Chance of a Lifetime)
- 1991: The Story Lady
- 1992: Belagerung ohne Gnade (In the Line of Duty: Siege at Marion)
- 1992: Dark Horse
- 1992: Der Totenkopf-Mörder (Exclusive)
- 1992: First Lady im Zwielicht (Running Mates)
- 1992: Mastergate
- 1993: Cooperstown – Auf den Straßen der Erinnerung (Cooperstown)
- 1993: Even Cowgirls Get the Blues
- 1993: Partners (Kurzfilm)
- 1994: Columbo: Zwei Leichen und Columbo in der Lederjacke (Undercover, Fernsehfilm)
- 1994: Der Pagemaster – Richies fantastische Reise (The Pagemaster)
- 1994: Greedy
- 1994: Klippe des Todes (Incident at Deception Ridge)
- 1994: Bundles – Ein Hund zum Verlieben (The Shaggy Dog)
- 1994: Mr. Bill (Renaissance Man)
- 1995: Zwei Satansbraten außer Rand und Band (The Crazysitter)
- 1995: Adventure Land (Storybook)
- 1995: Im Netz der Verführung (Hourglass)
- 1995: Deadly Sensation (Sensation)
- 1995: Rave Review
- 1995: Batman Forever
- 1996: For Goodness Sake II
- 1996: Alf – Der Film (Project: ALF, Fernsehfilm)
- 1996: The Late Shift
- 1996: Santa Claus mit Muckis (Santa with Muscles)
- 1996: Star Trek: Raumschiff Voyager (Star Trek: Voyager, Fernsehserie, Folgen 3x08–3x09)
- 1996: Hinterm Mond gleich links (3rd Rock from the Sun, Fernsehserie, Folge 1x06)
- 1997: Gott schütze diese Stadt (Not in This Town)
- 1997: Im Zweifel gegen dich (The Lay of the Land)
- 1997: Emily und der kleine Bär (Ms. Bear)
- 1997: Alone
- 1997: Die Nanny (The Nanny, Fernsehserie, Folge 4x23)
- 1998: Joey
- 1998: I’m Losing You
- 1998: Addams Family – Und die lieben Verwandten (Addams Family Reunion)
- 1998: Detektiv auf Samtpfoten (Murder She Purred: A Mrs. Murphy Mystery)
- 1999–2003: Eine himmlische Familie (7th Heaven, Fernsehserie, 16 Folgen)
- 2000: Homicide: Der Film (Homicide: The Movie, Fernsehfilm)
- 2000: Best in Show
- 2001: Protokoll eines Sexsüchtigen (Diary of a Sex Addict)
- 2001: Ran an die Braut (Get Over It)
- 2001: Anthrax
- 2001: Herrchen wider Willen (Hounded)
- 2001, 2005: Six Feet Under – Gestorben wird immer (Six Feet Under, Fernsehserie, 8 Folgen)
- 2002: Dharma & Greg (Fernsehserie, Folge 5x13)
- 2002: Back by Midnight
- 2002: Bug
- 2002: Auto Focus
- 2003: War Stories (Fernsehfilm)
- 2003: Net Games – Tödliches Spiel (Net Games)
- 2003: A Mighty Wind
- 2003: Going Down
- 2004: Raising Genius
- 2004: Stateside
- 2004: Hair High
- 2004: Life on Liberty Street
- 2004: Kingdom Hospital (Fernsehserie, 13 Folgen)
- 2004–2005: Jack & Bobby (Fernsehserie, 5 Folgen)
- 2005: True
- 2005: Desolation Sound
- 2005: Welcome to California
- 2005: Spirit Bear: The Simon Jackson Story
- 2005–2006, 2013, 2018–2019: Arrested Development (Fernsehserie, 15 Folgen)
- 2006: Relative Strangers
- 2006: Tripping Forward
- 2006: For Your Consideration
- 2006: The Optimist – Eine Familie mit besonderer Note (The Elder Son)
- 2006–2007: Veronica Mars (Fernsehserie, 6 Folgen)
- 2007: One Long Night
- 2007, 2011: CSI: Miami (Fernsehserie, 5 Folgen)
- 2008: Ananas Express (Pineapple Express)
- 2008: Fly Me to the Moon 3D
- 2008: Recount
- 2009: Georgia O’Keeffe (Fernsehfilm)
- 2009: Hannah Montana (Fernsehserie, Folge 3x06)
- 2009: Whatever Works – Liebe sich wer kann (Whatever Works)
- 2008–2009: Gary Unmarried (Fernsehserie, 12 Folgen)
- 2011: Der perfekte Ex (What’s Your Number?)
- 2013: Muhammad Alis größter Kampf (Muhammad Ali's Greatest Fight)
- 2013: Rules of Engagement (Fernsehserie, Folge 7x13)
- 2013–2014: Betas (Fernsehserie, 7 Folgen)
- 2014: Das Glück an meiner Seite (You’re Not You)
- 2015–2016: Blunt Talk (Fernsehserie, 7 Folgen)
- 2016–2022: Better Call Saul (Fernsehserie, 14 Folgen)
- 2016: Ghostbusters (Ghostbusters: Answer the Call)
- 2016: Superkids (Time Toys)
- 2017: Lucky
- 2017: Future Man
- 2018: Book Club – Das Beste kommt noch (Book Club)
- 2019: Plus One
- 2019: Bixler High Private Eye (Fernsehfilm)
- 2019–2020: Bless This Mess (Fernsehserie, 26 Folgen)
- 2019–2024: Young Sheldon (Fernsehserie, 36 Folgen)
- 2022: Amsterdam
- 2022: Queer as Folk (Fernsehserie, 3 Folgen)
- 2023: Not Dead Yet (Fernsehserie, S1, F10)
- 2023: Strange Darling

## Auszeichnung (Auswahl)
Golden Globe Award
- 1986: Nominierung als Bester Nebendarsteller – Serie, Mini-Serie oder TV-Film für Chefarzt Dr. Westphall